# Station Latour-de-Carol - Enveitg
Station Latour-de-Carol - Enveitg is een spoorwegstation in de Franse gemeente Enveitg.
Hier ontmoeten drie spoorlijnen met verschillende spoorbreedtes elkaar. De drie sporen zijn:
- de meterspoorlijn Villefranche-Vernet-les-Bains - Latour-de-Carol (in de volksmond de 'Gele trein') naar Villefranche
- de normaalspoorlijn Portet-Saint-Simon - Puigcerda
- de Spaanse breedspoorlijn Latour-de-Carol-Enveitg - aansluiting Aigües richting Barcelona.

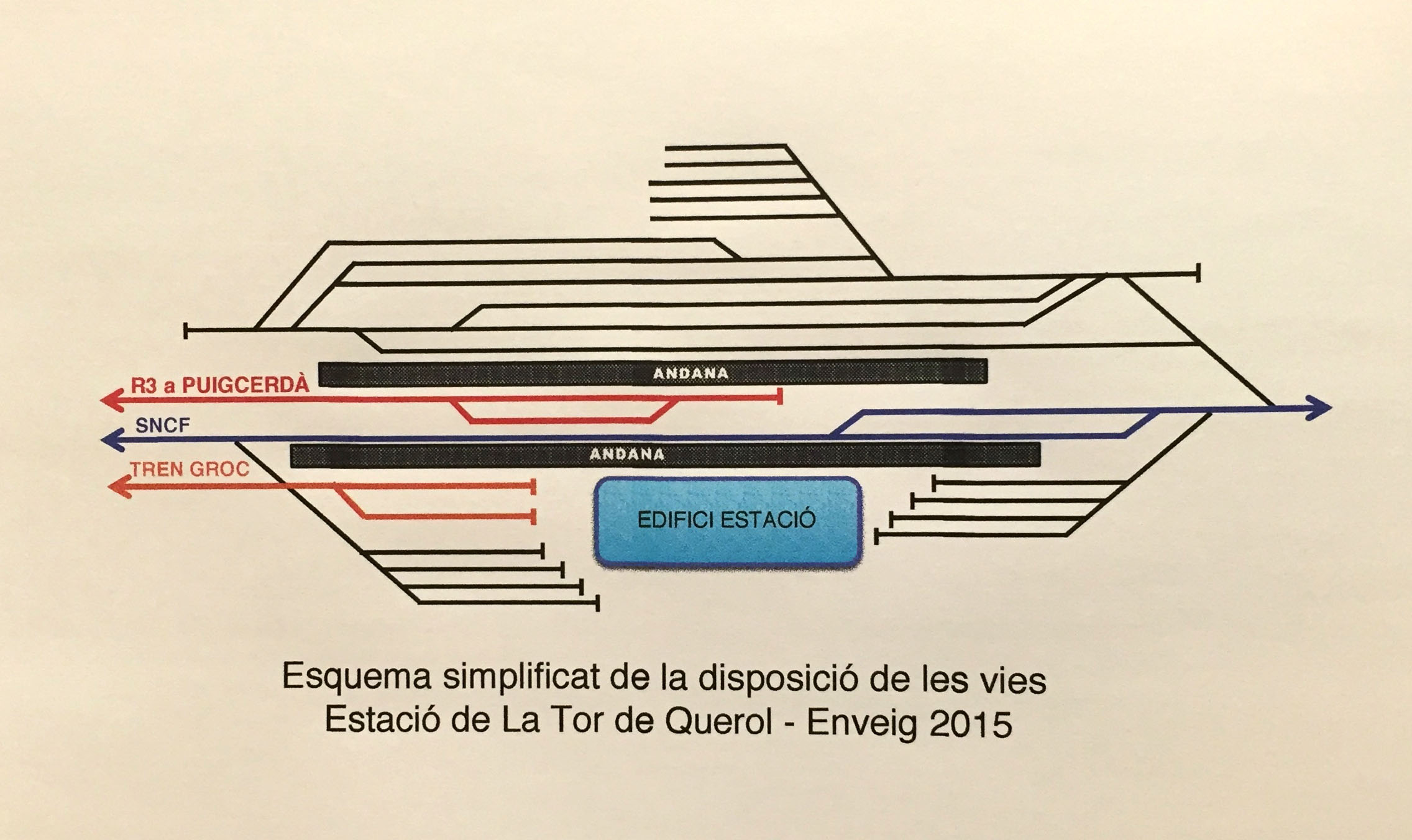
Spoorschema van het station